# Borgarbyggð
Die Gemeinde Borgarbyggð ist eine isländische Gemeinde in der Region Vesturland.
Am 1. Januar 2023 hatte die Gemeinde 4090 Einwohner. Die beiden größten Siedlungen in Borgarbyggð sind  Borgarnes mit 2165 Einwohnern und Hvanneyri mit 298 Einwohnern (Stand: 1. Januar 2023).

## Geografie
Borgarbyggð liegt im Westen Islands. Die Gemeinde grenzt westlich an den Faxaflói, im Nordwesten an den Haffjörður mit der Insel Gamlaeyri und die Gemeinde Eyja- og Miklaholtshreppur. Im Nordwesten des Gemeindegebiets liegt das Lavafeld Eldborgarhraun und das Hnappadalur mit den beiden Seen Oddastaðavatn und Hlíðavatn. Östlich dieser Seen liegt der See Hítarvatn, weiter südöstlich der Langavatn, noch weiter nach Osten der Hreðavatn mit dem Ort Bifröst. Im Südwesten von Borgarbyggð befindet sich das seenreiche Gebiet Mýrar.
Nördlich des Gemeindegebiets liegen die Gemeinden Dalabyggð und Húnaþing vestra, nordöstlich Húnavatnshreppur. Im Südosten des Gemeindegebiets liegen
der Berg Strútur und das Lavafeld Hallmundarhraun nahe dem Gletscher Eiríksjökull. Der große Gletscher Langjökull mit seinem Seitengletscher Geitlandsjökull, der Schildvulkan Ok und das Kaldidalur liegen im Osten bzw. Südosten des Gemeindegebiets. Südöstlich von Borgarbyggð liegt die Gemeinde Grímsnes- og Grafningshreppur mit dem Þórisjökull, von dem Teile zu Borgarbyggð gehören. Südlich von Borgarbyggð liegen die Gemeinden Skorradalshreppur und Hvalfjarðarsveit.
Teile des Gemeindegebiets liegen im Isländischen Hochland.
Der Fluss Hvítá mündet in den Borgarfjörður, an dem auch der Hauptort Borgarnes liegt. Bekannte Wasserfälle sind die Hraunfossar und der Barnafoss.

## Geschichte
Die Gemeinde Borgarbyggð wurde am 11. Juni 1994 durch den Zusammenschluss von vier Gemeinden gebildet:
Dies waren:
- die Stadtgemeinde Borgarnes (Borgarnesbær)
- die Landgemeinde Norðurárdalur (Norðurárdalshreppur)
- die Landgemeinde Stafholstungur (Stafholstungnahreppur)
- die Landgemeinde Hraun (Hraunhreppur).

Am 7. Juni 1998 wurden die Landgemeinden Álftanes (Álftaneshreppur), Borg (Borgarhreppur) und Þverárhlíð (Þverárhlíðarhreppur) eingemeindet.
Am 27. Mai 2006 wurde die Gemeinde Borgarbyggð mit den folgenden Gemeinden zur neuen Gemeinde Borgarbyggð vereinigt:
- Borgarfjarðarsveit: Borgarfjarðarsveit zählte im Jahr 2005 732 Einwohner und hatte eine Größe von 1.254 km². Sie war am 7. Juni 1998 durch den Zusammenschluss der vier Landgemeinden Andakílshreppur, Lundarreykjadalur (Lundarreykjadalshreppur), Reykholtsdalur (Reykholtsdalshreppur) und Hálsahreppur gebildet worden. Die drei größten Siedlungen waren Hvanneyri mit 230 Einwohnern, Kleppjárnsreykir mit 50 Einwohnern und Reykholt mit 33 Einwohnern (Stand: 2005).
- Hvítársíða (Hvítársíðuhreppur): Hvítársíða zählte im Jahr 2005 83 Einwohner und hatte eine Größe von 1.482 km². Hvítársíða war eine der wenigen Gemeinden Islands, die nicht an das Meer grenzten. Sie nahm den nördlichen Teil des Hvítá-Tales ein. Die Kirchorte waren Síðumúli und Gilsbakki.
- Kolbeinsstaðir (Kolbeinsstaðahreppur): Kolbeinsstaðir zählte im Jahr 2005 102 Einwohner und hatte eine Größe von 347 km².

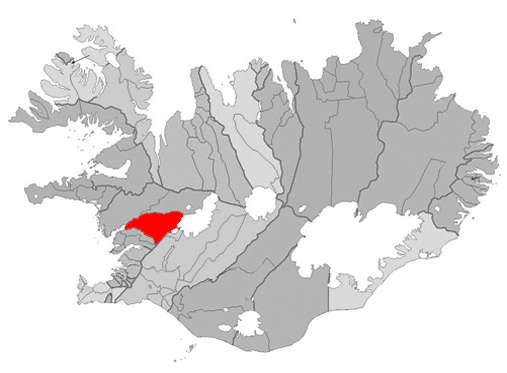
Lage der ehemaligen Gemeinde Borgarfjarðarsveit
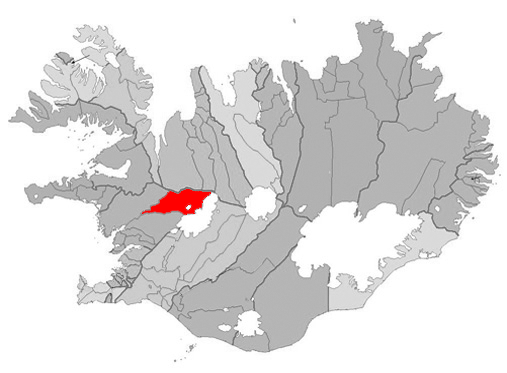
Lage der ehemaligen Gemeinde Hvítársíða (Gebietsstand Dezember 2005)
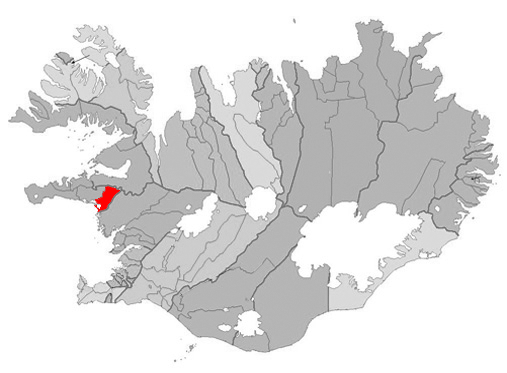
Lage der ehemaligen Gemeinde Kolbeinsstaðir (Gebietsstand Dezember 2005)

Die alternativen Namen Brákarbyggð, Mýrabyggð und Sveitarfélagið Borgarfjörður konnten sich beim Wahlvolk nicht durchsetzen.

## Orte

### Borgarnes

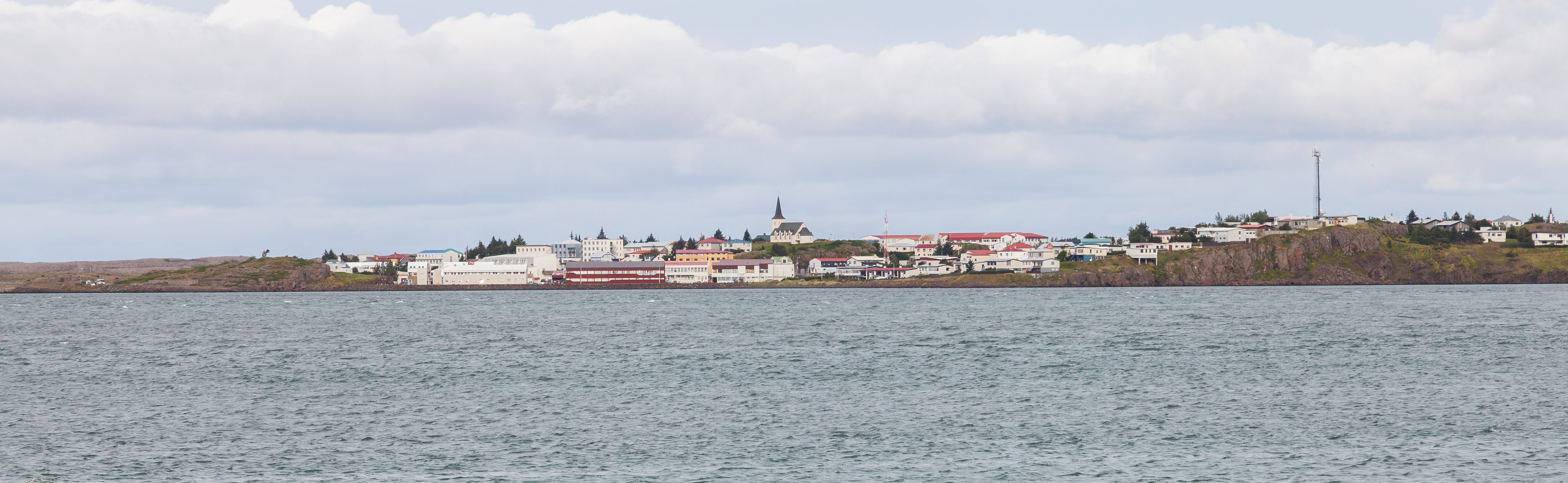
Borgarnes.

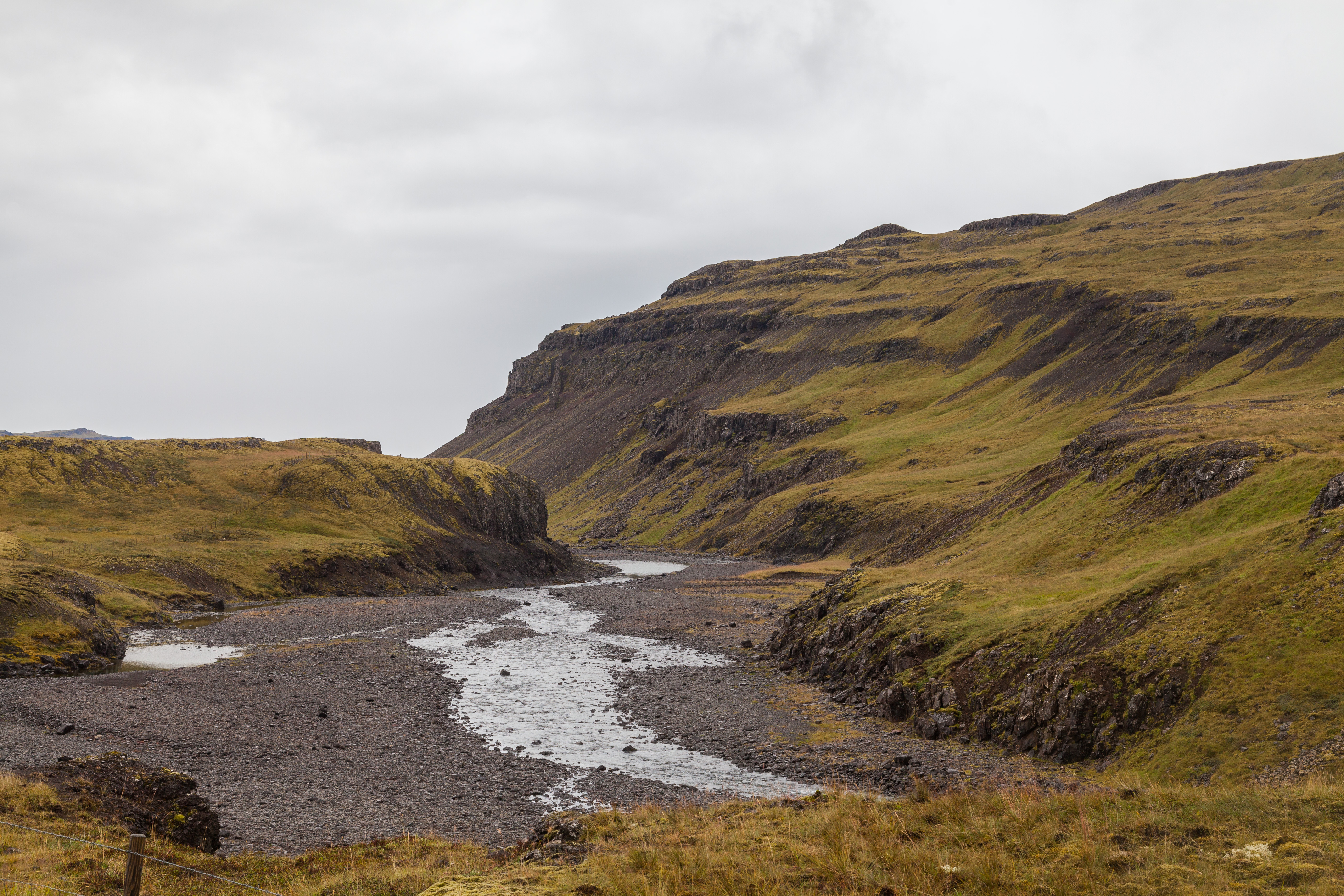
Landschaft in Borgarbyggð.

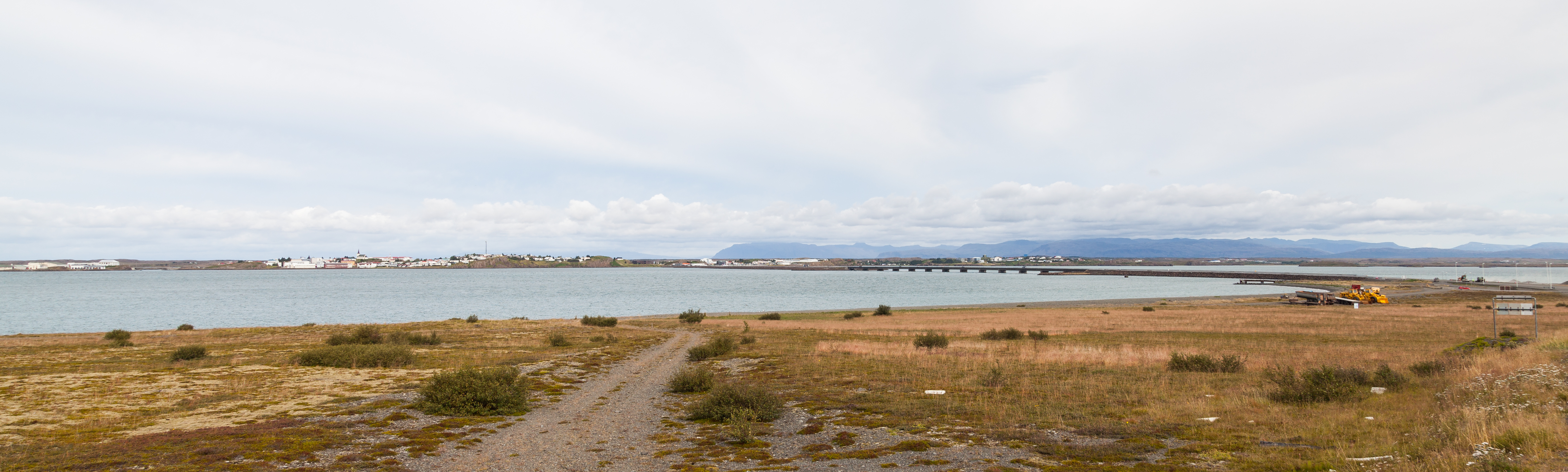
Borgarnes Brücke.

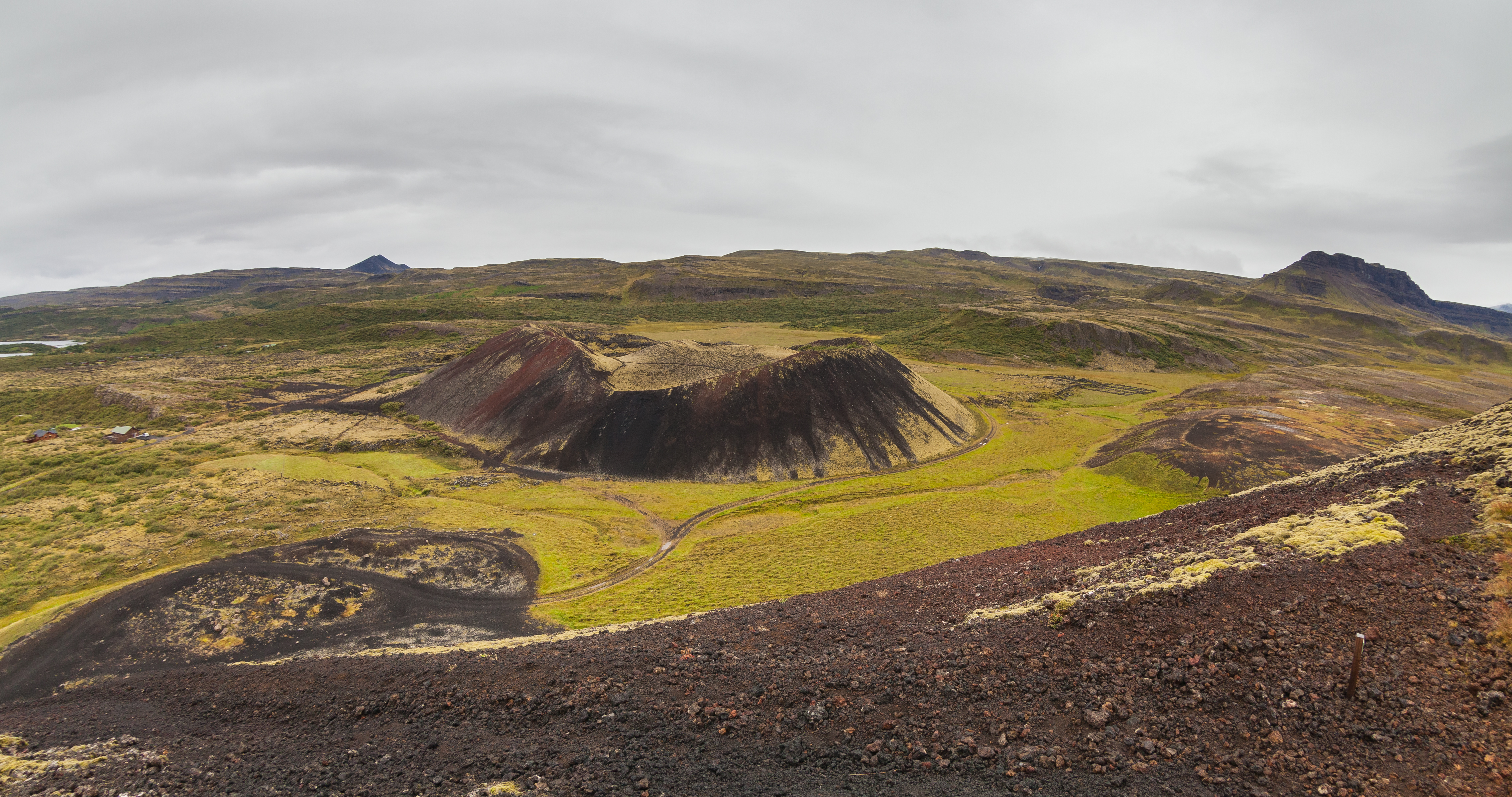
Litli Grábrók Krater.

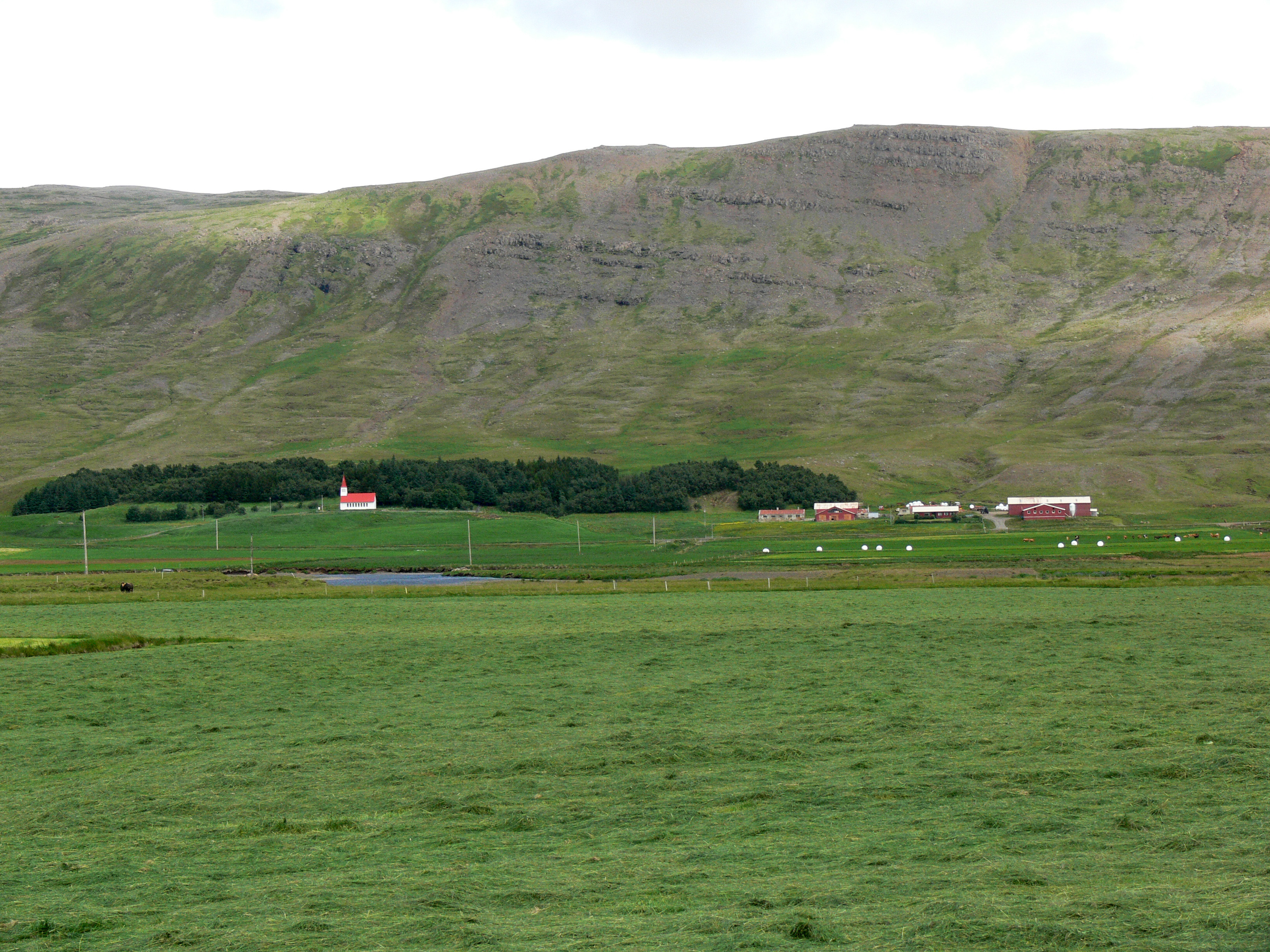
Hof Lundar

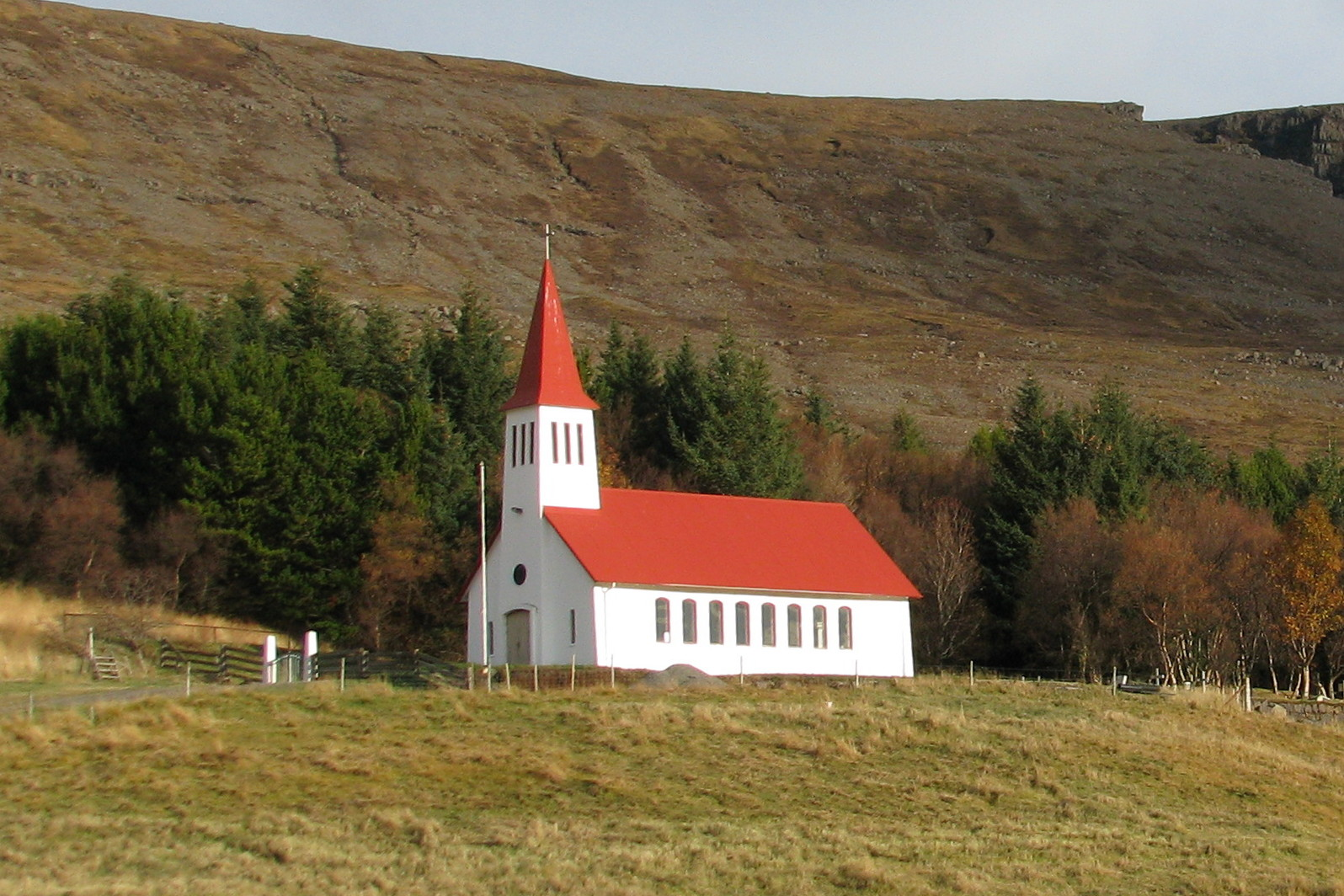
Lundarkirkja

Der Hauptort der Gemeinde Borgarnes liegt am Borgarfjörður. In der Nähe befindet sich der erkaltete Vulkan Hafnarfjall.

### Bifröst
Im Zentrum des Ortes Bifröst mit 242 Einwohnern liegt die private Wirtschaftshochschule Háskólinn á Bifröst.

### Hvanneyri
Das Dorf Hvanneyri mit der Landwirtschaftshochschule gehört auch in diese Gemeinde.

### Húsafell
Húsafell ist vor allem touristisch bedeutsam. In der Nähe liegen etwa das Lavafeld Hallmundarhraun und die Wasserfälle Hraunfossar.

### Reykholt
Der kleine Ort Reykholt war im Mittelalter der Wohnsitz des Goden und Dichters Snorri Sturluson.

### Kleppjárnsreykir
Der Ort Kleppjárnsreykir weist vor allem eine Vielzahl heißer Quellen auf. Wie Reykholt liegt er im Reykholtsdalur. Das Wasser der Quellen wird zur Aufheizung von Glashäusern und zum Anbau von Tomaten, Paprika und Karotten genutzt. Die Quelle Deildartunguhver liegt ungefähr zwei Kilometer von Kleppjárnsreykir entfernt.

### Lundar
Der Hof Lundar, etwa 20 km östlich von Borgarnes, ist wegen seiner relativ großen und 1963 geweihten Kirche, hinter der ein Wald angelegt wurde, bekannt. In vorchristlicher Zeit befand sich hier eine heidnische Opferstätte mit einem heiligen Hain ("lund"), nach dem der Hof benannt ist.

## Einwohnerentwicklung
Vor allem durch die Bevölkerungszunahme von Borgarnes und Bifröst ist die Gemeinde eine Wachstumsgemeinde.
| Datum         | Einwohner                 |
| ------------- | ------------------------- |
| 1. Dez. 1981: | 3.511 (Gebietsstand 2006) |
| 1. Dez. 1997: | 3.267 (Gebietsstand 2006) |
| 1. Dez. 2003: | 3.475 (Gebietsstand 2006) |
| 1. Dez. 2004: | 3.447 (Gebietsstand 2006) |
| 1. Dez. 2005: | 3.625 (Gebietsstand 2006) |
| 1. Dez. 2006: | 3.713                     |
| 1. Dez. 2007: | 3.742                     |
| 1. Dez. 2008: | 3.747                     |

## Statistik
|                                    | Borgarbyggð              | Borgarfjarðarsveit      | Hvítársíða | Kolbeinsstaðir |
| ---------------------------------- | ------------------------ | ----------------------- | ---------- | -------------- |
| Gemeindenummer:                    | 3609                     | 3510                    | 3601       | 3701           |
| Postleitzahl:                      | 310, 311                 | 320                     | 311        | 311            |
| Fläche:                            | 1843 km²                 | 1254 km²                | 1482 km²   | 347 km²        |
| Einwohnerzahl am 1. Dez. 1981:     | 2466 (Gebietsstand 1998) | 812 (Gebietsstand 1998) | 83         | 150            |
| Einwohnerzahl am 1. Dez. 1997:     | 2384 (Gebietsstand 1998) | 686 (Gebietsstand 1998) | 82         | 115            |
| Einwohnerzahl am 1. Dez. 2003:     | 2589                     | 696                     | 85         | 105            |
| Einwohnerzahl am 1. Dez. 2004:     | 2593                     | 670                     | 84         | 100            |
| Einwohnerzahl am 1. Dez. 2005:     | 2708                     | 732                     | 83         | 102            |
| Bevölkerungsveränderung 1981–2005: | +10 %                    | −10 %                   | ±0 %       | −32 %          |

## Städtepartnerschaften
- Eysturkommuna, Färöer
- Falkenberg, Schweden
- Odsherred, Dänemark
- Ullensaker, Norwegen[2]

## Söhne und Töchter der Gemeinde
- Guðmundur Ingi Guðbrandsson (* 1977 auf dem Hof Brúarland), Umweltmanager und Politiker
- Páll Guðmundsson (* 1959 in Húsafell), Bildhauer
- Veturliði Óskarsson (* 1958 in Borgarnes), Philologe